# Krorepati
Krorepati (lub crorepati, IPA: [kʌɾoɽpʌt̪i], Hindi करोड़पती, trl. karoṛpatī) to osoba, która posiada 10 milionów jakichś jednostek monetarnych, zwykle rupii. Nazwa krorepati pochodzi od słowa crore – części indyjskiego systemu numerycznego. Krore to ekwiwalent 100 lakh lub 10 milionów.